# Улановский (Краснодарский край)
Улановский — хутор в Отрадненском районе Краснодарского края.
Входит в состав Красногвардейского сельского поселения.

## География
Удинственная улица хутора носит название Лесная.

## Население
| 2002 | 2010 |
| ---- | ---- |
| 34   | ↘29  |